# Данило Милинчић
Данило Милинчић (рођен 1960. у селу Самодрежа, Вучитрн − убијен 2. јуна 1982. у селу Самодрежа, Вучитрн) је Србин са Косова и Метохије који је убијен од својих комшија албанске националности 2. јуна 1982. тако што су му упали у сеоско имање, а затим га оборили на земљу и пуцали из пиштоља у срце.
Случај Данила Милинчића је сличан случају Ђорђа Мартиновића, по томе што извршиоци убиства нису кажњени.

## Позадина
Ситуација на Косову и Метохији крајем 1970-их, и почетком 1980-их није била ни мало пријатна. Напротив, владала је велика напетост између Срба и Албанаца, јер периоду 1970—1985, према судским оптужницама и истрагама којих је било преко 2.200 предмета кривичних дела (пљачки, физичких напада са тешким телесним повредама и убиствима) у којима су 92% били жртве Срби. Оштећени су упућивали жалбе државним институцијама САП Косово и Метохија, и СФРЈ, детаљно наводећи проблеме које имају и какве им опасности прете, али државни органи игноришу, нити им дали било какав одговор.
Током априла 1963. године, Аутономна област Косово и Метохија је добила статус Аутономна Покрајина, да би 5 година касније новембра 1968. из назива била избачена Метохија (што значи црквена земља).
1974. године СФРЈ је усвојила нови Устав, по коме је Косово и Метохија добило статус федералне јединице, где је главни град САП Косова и Метохије, Приштина добила велика овлаштења у погледу: образовања, полиције, тужилаштва... I то је трајало до 28. марта 1989. године, када је Скупштина СР Србије укинула статус покрајине Војводини и Косову и Метохији.
1981. године на Косову и Метохији избијају велике демонстрације где су Албанци тражили првобитно републику у оквиру СФРЈ, а мало после и независност Косова и Метохије, односно издвајање из СФРЈ. Руководство Републике Албаније је подржавало протесте својих сународника на Космету 1981.
У скоро свим српским селима на САП Косову и Метохији осећао се страх и напетост, јер су Албанци Србима палили жито, летину, каменовали куће, прозоре, насртали на српску децу док иду у школу и сл.

## Биографија Данила Милинчића
Данило Милинчић је био земљорадник у селу Самодрежна, крај Вучитрна, који је живео од узгоја стоке и обраде земље. На свом имању је живео са мајком, женом Радмилом и двоје деце (ћерка Ивана, син Иван, који је рођен после смрти свог оца Данила). Данило је има и два брата Павле и Мирослав.
На имању Милинчићи су имали: кућу, две краве, две јунице, 15 оваца, шест свиња...
Иначе, отац Данила Милинчића је у јуну 1968. године такође убијен од својих комшија Албанаца, тако што је претучен металном штанглом. Они нису кажњени од Суда и полиције за своје злодело. Када је Данилова мајка Даница ишла да тражи од Суда правду за убиство свог мужа, они су је отерали уз коментар, да иде и бежи са Косова и Метохије, и да нема никаква права. А да је предмет њеног мужа "застарио“. Један Данилов брат је до његовог убиства живео у Вучитрну.
Мајка Данила, Даница Милинчића била је за време Другог светског рата активан учесник, као припадник СКОЈ-а.

## Убиство
2. јуна 1982. године, Данило Милинчић и његова мајка Даница на свом имању имао пуно посла око стоке, и требало је напојити краве. Видео је да су међу његовим кравама дошла четворица комшија Албанаца. Замолио их је да оду са имања, а они су га физички напали и оборили на земљу. Поред тога, било је још неколико Албанаца комшија који су немо посматрали шта се дешава, без жеље да помогну Данилу, и да спрече ово ужасно малтретирање. Једино ко је помогао Данилу Милинчићу, јесте његова мајка Даница. Док су три Албанца држали Данила Милинчића, комшија Мухамед Мујо Ферат вади пиштољ и пуца Данилу Милинчићу у пределу груди, а Данило бива смртно рањен, док је његова мајка Даница погођена у раме. Све то је убица Мухамед Мујо Ферат пропратио са тешким увредама, псовкама и претњама Даници. Говорио јој је да њено имање није у Србији (СФРЈ), већ да је то земља албанског председника Енвера Хоџе.
Након убиства свог сина Данила, Даница Милинчић, побегла је са имања у Београд.

## Суђење
Суђење убицама Данила Милинчића је трајало неколико дана, и сваки пут када је одржавана парница, испред суда било је присутно неколико стотина Албанаца. Сви они су пљували и претили Даниловој мајци Даници, и супрузи Радмили која је тада била трудна.
Јавни тужилац је убиство Данила Милинчића оквалификовао као: "Убиство из непријатељских побуда према СФРЈ, извршено је са предумишљајем“.
Занимљивост овог случаја су:
- Прво, да пресуда никада није доживела извршавање, тачније одвођење убице Мухамеда Мује Ферата на дугогодишњу казну затвора, као и његових саучесника.
- Друго, да је пресуда прочитана у судници на албанском језику (иако према важећем Уставу СФРЈ из 1974. службеник језик на целој СФРЈ па и САП Косову и Метохији био српско-хрватски), тако да нико од Милинчића није разумео шта је пресуђено.

## Сахрана
Данило Милинчић је сахрањен у дворишту Православне цркве у Вучитрну. Споменик му је подигла породица.
"Сине оче брате роде
погинуо си у слободе
зликовац је налетио
и кукавички ти срце разнео
па му децу сирочиће оставијо
мајку сестру и браћу и црно завијо
Ал херојски си погинуо
бранећи своју очевину
Ал, живо биће никада не умире
оно је увек са нама“.

## Убице
1. Мухамед Ферат звани Мујо
2. син Мухамеда Ферата
3. сестрић Мухамеда Ферата
4. синовац Мухамеда Ферата

## Последице
Након овог некажњеног убиства, настављено је исељавање Срба из општине Вучитрн, јер су се људи осећали веома несигурно и заплашено, да и они не буду нападнути. Функционери у покрајинским институцијама САП Косова и Метохије, албанске националности били су непријатељски настројени према Србима. Чак су и Даници Милинчић, којој су Албанци убили мужа и сина, рекли да иде у Београд, и да се не враћа, као и то да не сме да продаје своје имање. Она је отишла у Београд да тражи правду за убијеног сина, и боравила је у Београду месец дана. Вратила се на своје имање у Самодрежи. Наредних годину и по дана је трпела велике притиске и уцене, добијала претње смрћу, да би се на крају у јануару 1984. дефинитивно иселила са Косова и Метохије.
Данилова супруга Радмила Милинчић је после убиства супруга, отишла у место Косово Поље, и тамо радила као учитељица.